# Agri decumates

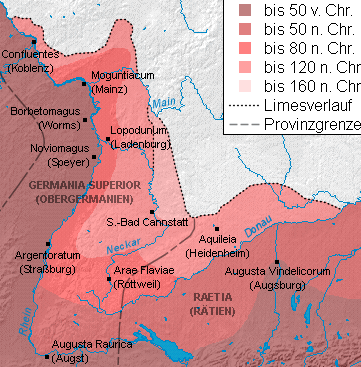
De Romeinse uitbreiding in het gebied tussen Rijn en Donau, de Agri decumates.

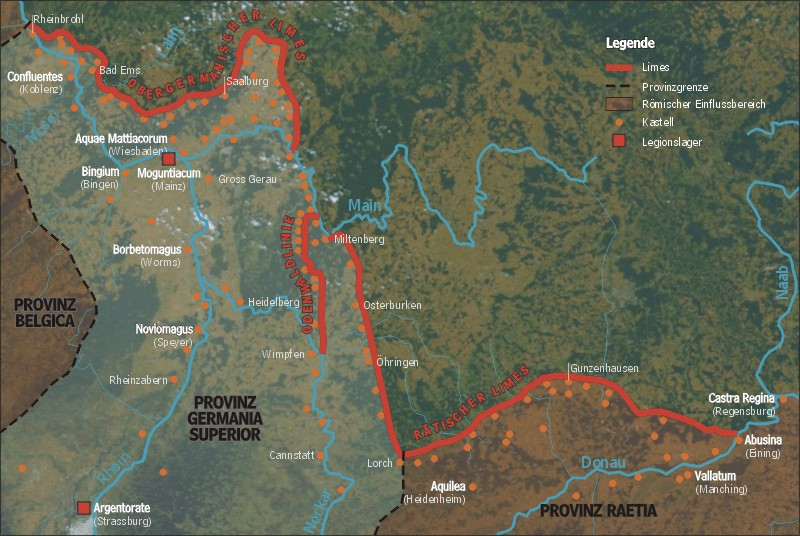
Kaart met het verloop van de Limes die het gebied van de Agri decumates beschermde.

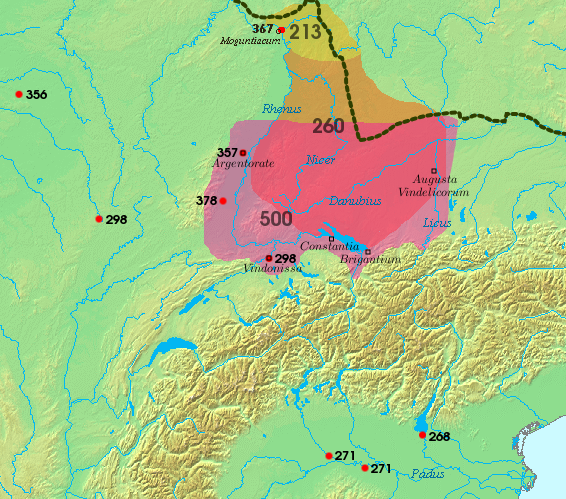
Uitbreiding van de Alemannen en plaatsen van Romeins-Alemannische slagvelden, 3e tot 6e eeuw.

Agri decumates of decumates agri ("tiende land") was de naam voor een gebied dat verder (ofwel ten oosten of ten noorden) van Rijn en Donau ligt. Het was onderdeel van zowel de provincie Raetia als de provincie Germania Superior.

## Tacitus
De Romeinse historicus Publius Cornelius Tacitus is de enige die naar de naam verwijst. In zijn boek De origine et situ Germanorum gebruikt hij de naam Agri decumates of decumates agri voor een gebied dat verder (ofwel ten oosten of ten noorden) van Rijn en Donau ligt, en volgens zijn verklaring oorspronkelijk door Kelten werd bewoond, maar spoedig ook door Sueben, en later tot het Imperium Romanum behoorde.
Non numeraverim inter Germaniae populos, quamquam trans Rhenum Danuviumque consederint, eos qui decumates agros exercent: levissimus quisque Gallorum et inopia audax dubiae possessionis solum occupavere; mox limite acto promotisque praesidiis sinus imperii et pars provinciae habentur.
"Ik zou ze niet onder de Germaanse volkeren rekenen, hoewel zij verder van de Rijn en Donau verblijven, zij die de decumates agri bezetten: juist lichtvaardige Galliërs, door nood dapper geworden, bezetten het; spoedig werden limites (grensposten) aangezet en praesidia (garnizoenposten) vooruitgeschoven en werden ze als voorhoede van het Imperium (Romanum) en als deel van de provincia ingenomen."

## Romeinse kolonisatie
De bezetting van het gebied tijdens het bewind van keizer Vespasianus (69-79) legde het fundament voor de Romeinse kolonisatie van het gebied en onder Domitianus werd het gebied door de aanleg van het netwerk van wegen en een reeks van vestingwerken (de limes van Germania Superior) beveiligd. De wegen stelden de autoriteiten in staat om het gebied makkelijker te controleren, omdat de communicatie tussen de legioenen versneld werd. Grensvestigingen werden tussen de hedendaagse plaatsen Rheinbrohl en Pförring aangelegd.
Grote Romeinse nederzettingen ontstonden in Sumolecenna, Civitas Aurelia Aquensis, Lopodunum en Arae Flaviae, de hedendaagse plaatsen Rottenburg am Neckar, Baden-Baden, Ladenburg en Rottweil.
Onder de Romeinse bescherming kwam het land tot bloei ondanks perioden van onrust: in 185/186 vond een revolte tegen het Romeinse bewind plaats in Argentorate (Straatsburg).

## Verovering door Alemannen
De Agri Decumates werd door een (mislukte) inval van de Alemannen in 233-234 deels verwoest. Tot de tweede helft van de 3e eeuw beheersten de Romeinen het gebied. Vanaf 259 begonnen de Alemannen het gebied opnieuw binnen te dringen. De Alemannische invasie viel samen met een grote scheuring van het Romeinse Rijk, waarin een westelijk deel (het Gallische keizerrijk) onder de Gallo-Romeinse keizer Postumus zich afsplitste. Daarom werd de Agri decumates, liggend tussen een Gallisch en een Alemannisch vuur, tijdens het bewind van keizer Gallienus in 259 of 260 door de Romeinen ontruimd. Het is mogelijk dat het gebied onder keizer Aurelianus (270-275) nog eens bezet werd als gevolg van de Romeinse militaire wederopleving tegen het einde van de 3e eeuw, maar zelfs als dit gebeurde, was het slechts van korte duur. Na de dood van Probus ging het gebied wezenlijk definitief over in de handen van de Alemannen.
Sindsdien wordt de regio bewoond door een bevolking van Germaanse afkomst. De Romeinse nederzettingen werden echter niet onmiddellijk verlaten. Er zijn aanduidingen dat het Romeinse leven plaatselijk bleef bestaan tot in de 5e eeuw.

## Naam
De oorsprong van de naam is betwist. Het zou mogelijk zijn, dat het afgeleid werd van een voor ons onbekende plaats genaamd Decuma of Decumum. Een andere verklaring is dat het een aan de keizer schatplichtig land betrof, dat het tiende deel van zijn producten aan hem te leveren had. Het is verder mogelijk dat het gebied bewoond werd door een volksstam die het land in 10 kantons onderverdeelde. Volgens Michael Grant anderzijds is de naam Agri decumates afkomstig van een oud Keltisch woord. De precieze betekenis van dit woord zou echter verloren zijn gegaan.